# Megarhogas maculipennis
Megarhogas maculipennis är en stekelart som beskrevs av Chen och He 1997. Megarhogas maculipennis ingår i släktet Megarhogas och familjen bracksteklar. Inga underarter finns listade i Catalogue of Life.